# Club Deportivo Don Benito
El Club Deportivo Don Benito és un club de futbol amb seu a Don Benito, a la comunitat autònoma d'Extremadura. Fundat l'any 1928, juga a Segona Federació, i celebra els partits a casa a l'Estadi Vicente Sanz, amb una capacitat de 5.000 seients.

## Història
El club va ser fundat el 19 d'agost de 1928. A la Sala Moderna (actual Teatre Imperial), 150 joves es van reunir per acordar la junta directiva de la societat de futbol. Vicente Sanz Diéguez va ser nomenat president.

## Temporada a temporada
| Temporada | Nivell | Divisió    | Lloc | Copa del Rei  |
| --------- | ------ | ---------- | ---- | ------------- |
| 1975–76   | 4      | Reg. Pref. | 5è   |               |
| 1976–77   | 4      | Reg. Pref. | 3r   |               |
| 1977–78   | 4      | 3a         | 17è  | Primera ronda |
| 1978–79   | 4      | 3a         | 15è  | Primera ronda |
| 1979–80   | 4      | 3a         | 12è  | Segona ronda  |
| 1980–81   | 4      | 3a         | 2n   |               |
| 1981–82   | 4      | 3a         | 11è  | Primera ronda |
| 1982–83   | 4      | 3a         | 15è  |               |
| 1983–84   | 4      | 3a         | 5è   |               |
| 1984–85   | 4      | 3a         | 9è   | Segona ronda  |
| 1985–86   | 4      | 3a         | 2n   |               |
| 1986–87   | 4      | 3a         | 9è   | Segona ronda  |
| 1987–88   | 4      | 3a         | 1r   |               |
| 1988–89   | 3      | 2a B       | 19è  |               |
| 1989–90   | 4      | 3a         | 3r   |               |
| 1990–91   | 4      | 3a         | 1r   | Primera ronda |
| 1991–92   | 4      | 3a         | 4t   | Primera ronda |
| 1992–93   | 4      | 3a         | 2n   | Segona ronda  |
| 1993–94   | 4      | 3a         | 4t   |               |
| 1994–95   | 4      | 3a         | 1r   |               |

| Temporada | Nivell | Divisió | Lloc | Copa del Rei           |
| --------- | ------ | ------- | ---- | ---------------------- |
| 1995–96   | 4      | 3a      | 7è   |                        |
| 1996–97   | 4      | 3a      | 6è   |                        |
| 1997–98   | 4      | 3a      | 10è  |                        |
| 1998–99   | 4      | 3a      | 3r   |                        |
| 1999–2000 | 4      | 3a      | 2n   |                        |
| 2000–01   | 3      | 2a B    | 19è  | Primera ronda          |
| 2001–02   | 4      | 3a      | 2n   |                        |
| 2002–03   | 4      | 3a      | 2n   |                        |
| 2003–04   | 4      | 3a      | 1r   |                        |
| 2004–05   | 3      | 2a B    | 18è  | Trenta-dosens de final |
| 2005–06   | 4      | 3a      | 3r   |                        |
| 2006–07   | 4      | 3a      | 2n   |                        |
| 2007–08   | 4      | 3a      | 1r   |                        |
| 2008–09   | 4      | 3a      | 4t   | Tercera ronda          |
| 2009–10   | 4      | 3a      | 8è   |                        |
| 2010–11   | 4      | 3a      | 7è   |                        |
| 2011–12   | 4      | 3a      | 4t   |                        |
| 2012–13   | 4      | 3a      | 3r   |                        |
| 2013–14   | 4      | 3a      | 7è   |                        |
| 2014–15   | 4      | 3a      | 7è   |                        |

- 6 temporades a Segona Divisió B
- 3 temporades a Segona Federació /Segonda Divisió RFEF
- 52 temporades a Tercera Divisió
- 1 temporada a Tercera Federació

## Palmarès
- Tercera Divisió
  - Campions (8): 1954–55, 1955–56, 1987–88, 1990–91, 1994–95, 2003–04, 2007–08, 2017–18

## Jugadors famosos
- Albert Stroni
- Juanma